# آلن لین
آلن لِین (انگلیسی: Allan Lane؛ ‏ ۲۲ سپتامبر ۱۹۰۹ – ۲۷ اکتبر ۱۹۷۳) یک هنرپیشه اهل ایالات متحده آمریکا بود. وی بین سال‌های ۱۹۲۹ تا ۱۹۶۶ میلادی فعالیت می‌کرد.
از فیلم‌های او می‌توان به استادان رقص اشاره کرد.